# Igreja de São Paulo Apóstolo (Manhattan)
A Igreja de São Paulo Apóstolo, é uma igreja católica romana localizada na 8-10 Columbus Avenue, na esquina da West 60th Street, no Upper West Side de Manhattan, na cidade de Nova York. É a igreja-mãe dos Padres Paulistas, a primeira ordem de padres católicos romanos fundada nos Estados Unidos.

## História e arquitetura
A paróquia foi fundada em 1858, e sua igreja original era uma estrutura simples de tijolos construída em parte do terreno atual, mas a congregação logo a superou.
Uma nova igreja em estilo neogótico vitoriano foi construída entre 1876 e 1884, projetada por Jeremiah O'Rourke e o Rev. George Deshon, um engenheiro militar formado em West Point, que assumiu o projeto seis anos depois da morte de O'Rourke, e provavelmente simplificou o projeto. O Rev. Isaac Hecker, que fundou os Padres Paulistas, pode ter ajudado no projeto também, usando como modelo a Catedral de Santa Croce, do século XIII, em Florença. O edifício utilizou pedras de granito cinza Tarrytown recuperadas do Aqueduto de Croton  junto com pedras de outras estruturas em Manhattan.  O granito dos degraus de pedra da entrada foi recuperado do Booth's Theatre, no estilo do Segundo Império Francês, na Sexta Avenida, na 23rd Street.
O novo edifício foi inaugurado em 25 de janeiro de 1885, mas ainda não estava concluído na época: o de 114 ft (35 m) torres  ainda não tinham atingido sua altura final, e muitas das declarações internas ainda não haviam sido instaladas.
A igreja é conhecida por sua arte eclesiástica, e contém elementos interiores projetados entre 1887-1890 por Stanford White e muitas capelas laterais decoradas de grande porte. Mais tarde, vitrais foram adicionados por John LaFarge.  Outros artistas que trabalharam dentro incluem Augustus Saint-Gaudens, Frederick MacMonnies e Bertram Goodhue, que é responsável pelos mosaicos do piso. White e Goodhue também ofereceram conselhos sobre elementos de design. O Anjo da Ressurreição de Lumen Martin Winter adorna o sarcófago de Hecker, localizado no canto nordeste da nave. Outros padres paulistas estão sepultados na cripta de uma capela no nível mais baixo da igreja.
O New York Daily Tribune revisou a arquitetura como "vasta, simples, semelhante a uma fortaleza em sua solidez - quase repelente no elenco estético por fora e por dentro, embora seja o interior mais agourento e não mundano deste continente".
A igreja foi adicionada ao Registro Nacional de Locais Históricos em 1991 e designada como Marco da Cidade de Nova York em 2013. Uma grande reforma e restauração da igreja foi iniciada por volta de 2000, e em 2013 ainda está em andamento.

## Freguesia
Em 1858, os Padres Paulistas tomaram posse de uma casa de madeira contendo uma pequena capela na 14 West 60th Street. A casa-mãe da comunidade fica na West 59th Street, adjacente à igreja. O edifício atual data da década de 1930.
A vida da paróquia refletiu o crescimento, declínio e renascimento do bairro Hell's Kitchen. Em 1903, o trem elevado da 9ª Avenida passava bem em frente à igreja. Na década de 1930, os paulistas lançaram a estação de rádio WLWL. Foi muito impactada pela criação do Lincoln Center, a apenas dois quarteirões ao norte. A paróquia abriu uma escola primária em 1886 e uma escola secundária em 1922. A última escola da paróquia fechou em 1974.
A paróquia passou por um período financeiramente difícil nas décadas de 1960 e 1970, com a possibilidade de falência em 1973, e a demolição da igreja para um prédio de apartamentos foi brevemente considerada. A igreja vendeu a parte oeste de seu lote em meados da década de 1980, e foi capaz de construir um novo Centro Paroquial na 405 West 59th Street com a venda de seus direitos aéreos para permitir a construção de uma torre de apartamentos de 40 andares, que fica perto da torre sul da igreja.
Hoje, a paróquia, com seis Missas cada domingo, tem uma grande comunidade de jovens profissionais e uma comunidade de língua espanhola. Ela também abriga uma livraria e loja de presentes na extremidade leste da nave. St. Paul the Apostle serve como paróquia para estudantes católicos na vizinha Fordham University, no John Jay College of Criminal Justice e na Juilliard School.

O grande porão da igreja serviu de refeitório para a escola paroquial, abrigo para moradores de rua, refeitório, espaço de ensaio para as Rockettes e para lutas de boxe. De 1996 a 2001, foi a casa da convenção plurianual de quadrinhos Big Apple.

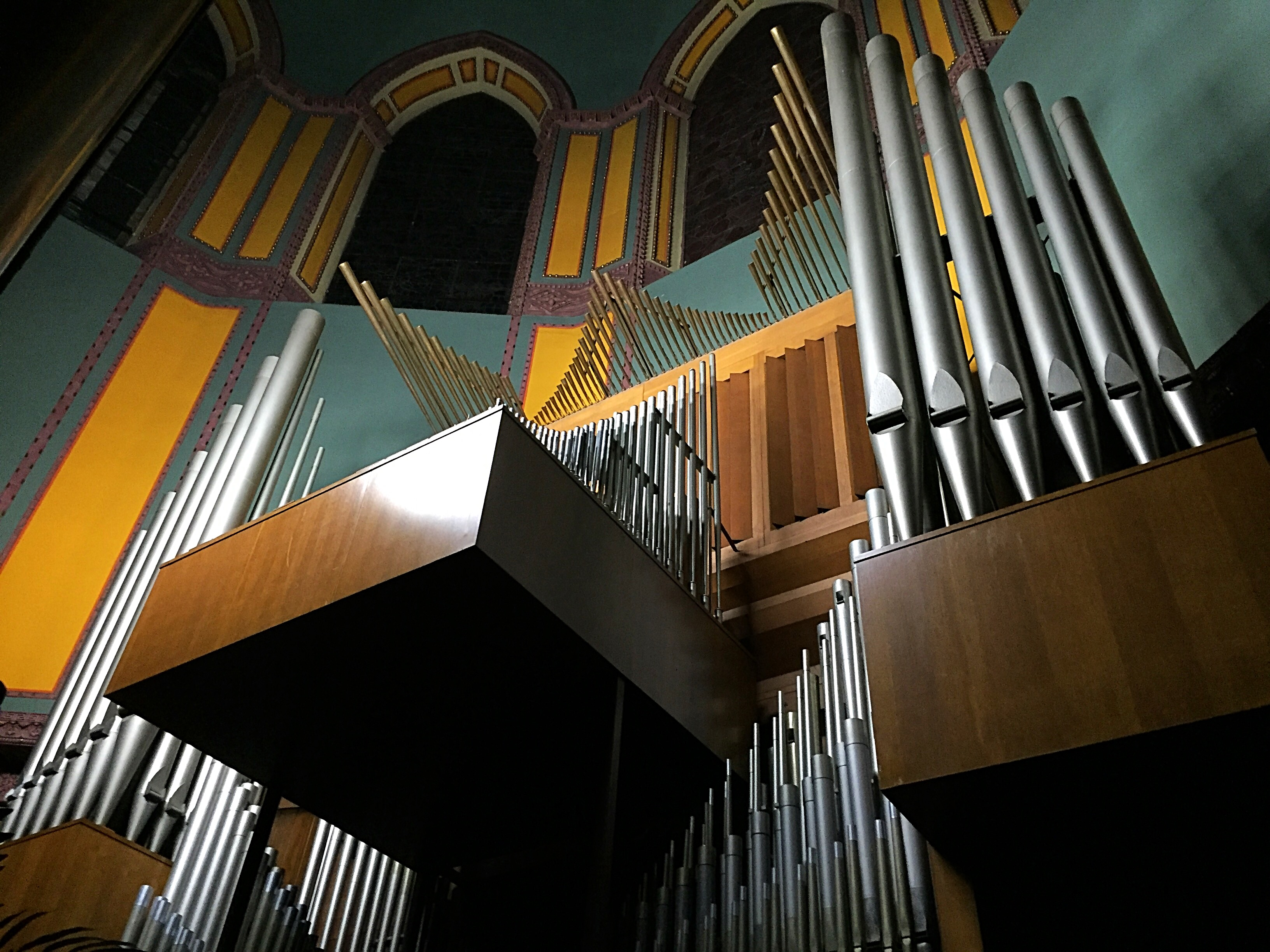
Opus 9987 da MP Möller Pipe Organ Company, construído em 1965.